# 라나 클락슨

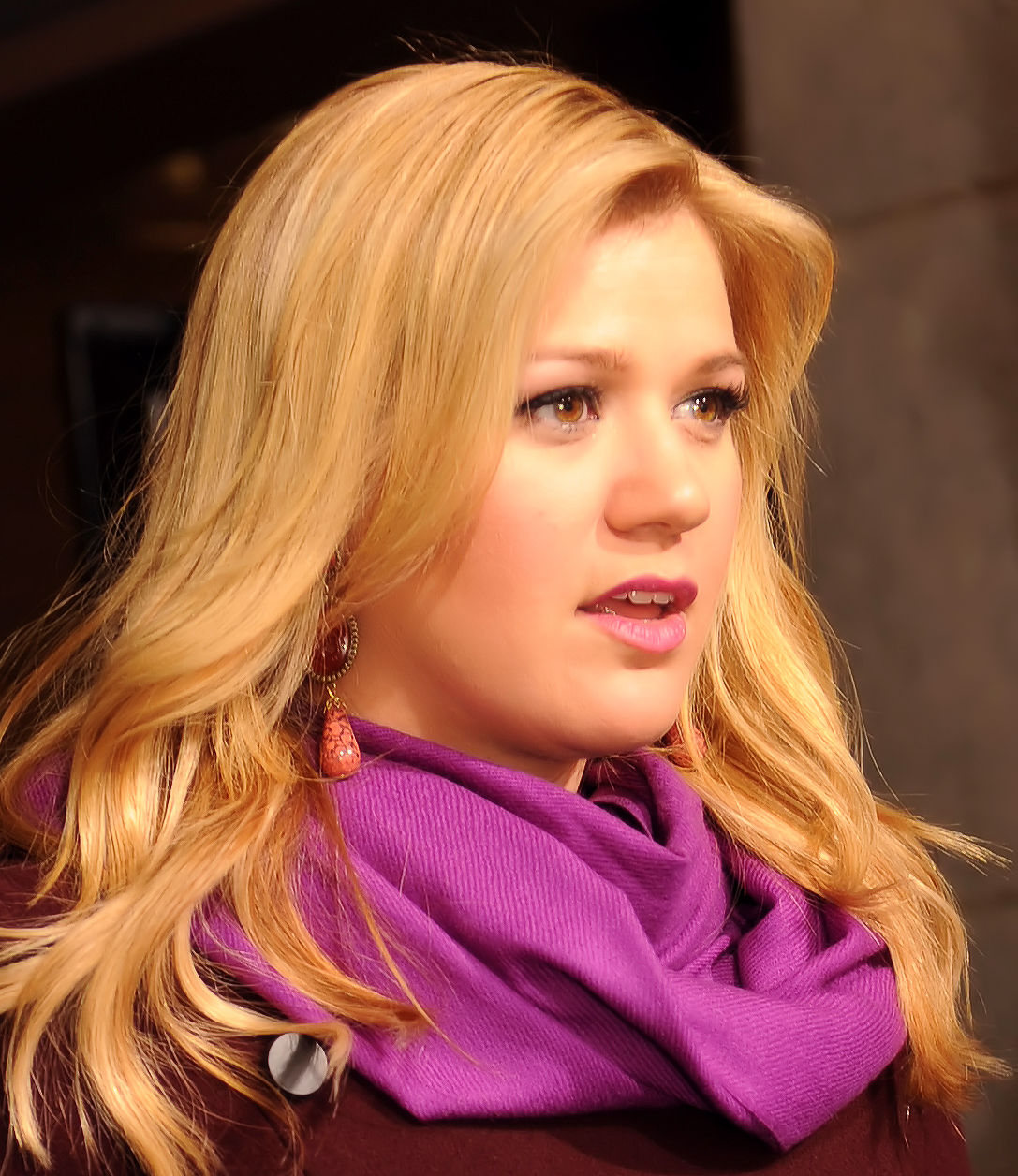

라나 클락슨(Lana Jean Clarkson, 1962년 4월 5일 ~ 2003년 2월 3일)는 미국의 배우, 텔레비전 배우, 영화배우, 모델이다.
롱비치에서 태어났으며 알함브라에서 사망하였다. 사인은 총상이다. 할리우드 포에버 공동묘지에 안장되었다.

## 영화
- 바이스 걸스 (1997년) - 쿠프 역
- 나인 하프 위크 2 (1997년)
- 마법의 성 2 (1988년)
- 바바리언 여왕 (1985년)
- 죽음의 매혹 (1984년)
- 데스스토커 (1983년)
- 스카페이스 (1983년)